# Medinilla beamanii
Medinilla beamanii is een plant uit de familie Melastomataceae. De soort is vernoemd naar de leden van de familie Beaman die betrokken waren bij de expeditie waarop deze plant voor het eerst werd verzameld.
De plant is endemisch op Borneo.